# Danza di morte
Danza di morte (Dödsdansen), alcune volte tradotto come Danza macabra, è un dramma in due atti del drammaturgo svedese August Strindberg.
Scritto nel 1900 in una sola settimana, rappresenta una parte della produzione dell'autore nella quale le opere vengono popolate da personaggi tormentati che finiscono con lo scontrarsi tra loro in una lotta omicida.
La storia è incentrata sul matrimonio di Edgar e Alice alla soglia delle nozze d'argento; entrambi sono dei "falliti": lui, capitano dell'esercito, non è mai riuscito a diventare maggiore, mentre la donna non ha coronato i suoi sogni di gloria con la carriera di attrice che ha abbandonato per il matrimonio.

## Adattamenti
- La prigioniera dell'isola (La danse de mort), regia di Marcel Cravenne (1948)
- Paarungen, regia di Michael Verhoeven (1967)
- Dance of Death, regia di David Giles (1969)

## Rappresentazioni
- Danza macabra, regia di Luca Ronconi (2014)